# Ле Без
Ле Без (фр. Le Bez) насеље је и општина у јужној Француској у региону Миди Пирене, у департману Тарн која припада префектури Кастр.
По подацима из 2011. године у општини је живело 822 становника, а густина насељености је износила 25,58 становника/km². Општина се простире на површини од 32,13 km². Налази се на средњој надморској висини од 650 метара (максималној 813 m, а минималној 353 m).

## Демографија
| 1962. | 1968. | 1975. | 1982. | 1990. | 1999. | 2011. |
| ----- | ----- | ----- | ----- | ----- | ----- | ----- |
| 561   | 602   | 606   | 612   | 654   | 716   | 822   |

График промене броја становника у току последњих година